# Orthogonioptilum arnoldi
Orthogonioptilum arnoldi är en fjärilsart som beskrevs av Erich Martin Hering 1932. Orthogonioptilum arnoldi ingår i släktet Orthogonioptilum och familjen påfågelsspinnare. Inga underarter finns listade i Catalogue of Life.